# Quentin Jauregui
Quentin Jauregui (Cambrai, 22 de abril de 1994) es un ciclista profesional francés que desde 2023 corre para el equipo Dunkerque Grand Littoral. Participó en carreras de ciclocrós, logrando triunfos como el campeonato de Francia categoría junior en 2012.

## Palmarés
2014
- 1 etapa del Rhône-Alpes Isère Tour

2015
- Gran Premio del Somme[2]

2022
- 1 etapa del Alpes Isère Tour

## Resultados en Grandes Vueltas
| Carrera | Carrera         | 2013 | 2014 | 2015 | 2016 | 2017 | 2018 | 2019 | 2020 | 2021 | 2022 |
| ------- | --------------- | ---- | ---- | ---- | ---- | ---- | ---- | ---- | ---- | ---- | ---- |
|         | Giro de Italia  | —    | —    | —    | —    | 90.º | 48.º | —    | —    | —    | —    |
|         | Tour de Francia | —    | —    | —    | —    | —    | —    | —    | —    | —    | —    |
|         | Vuelta a España | —    | —    | —    | 95.º | —    | —    | 81.º | Ab.  | —    | —    |

—: no participa

Ab.: abandono